# Can Torrents (Gavà)
Can Torrents és un mas als afores de la ciutat de Gavà (Baix Llobregat) catalogada a l'Inventari del Patrimoni Arquitectònic de Catalunya. En un entorn força degradat pel predomini d'habitatges d'autoconstrucció, es manté aquesta masia datada als vols del s. XVI. S'ha trobat en el lloc, un forn de terrissa i un molí romà. També té una sitja a l'exterior.
Edifici aïllat que, de planta quadrada, es compon per planta baixa, pis i coberta a dues vessants de teula aràbiga. Porta d'accés amb arc de mig punt adovellat; les obertures, allindanades, tenen trencaaigües i brancals de pedra picada de marès, igual que aquella. Restes d'un rellotge de sol a la façana S. Envolten la masia una sèrie de dependències construïdes al pas del segle xix al xx.